# Vânători (specialitate militară)

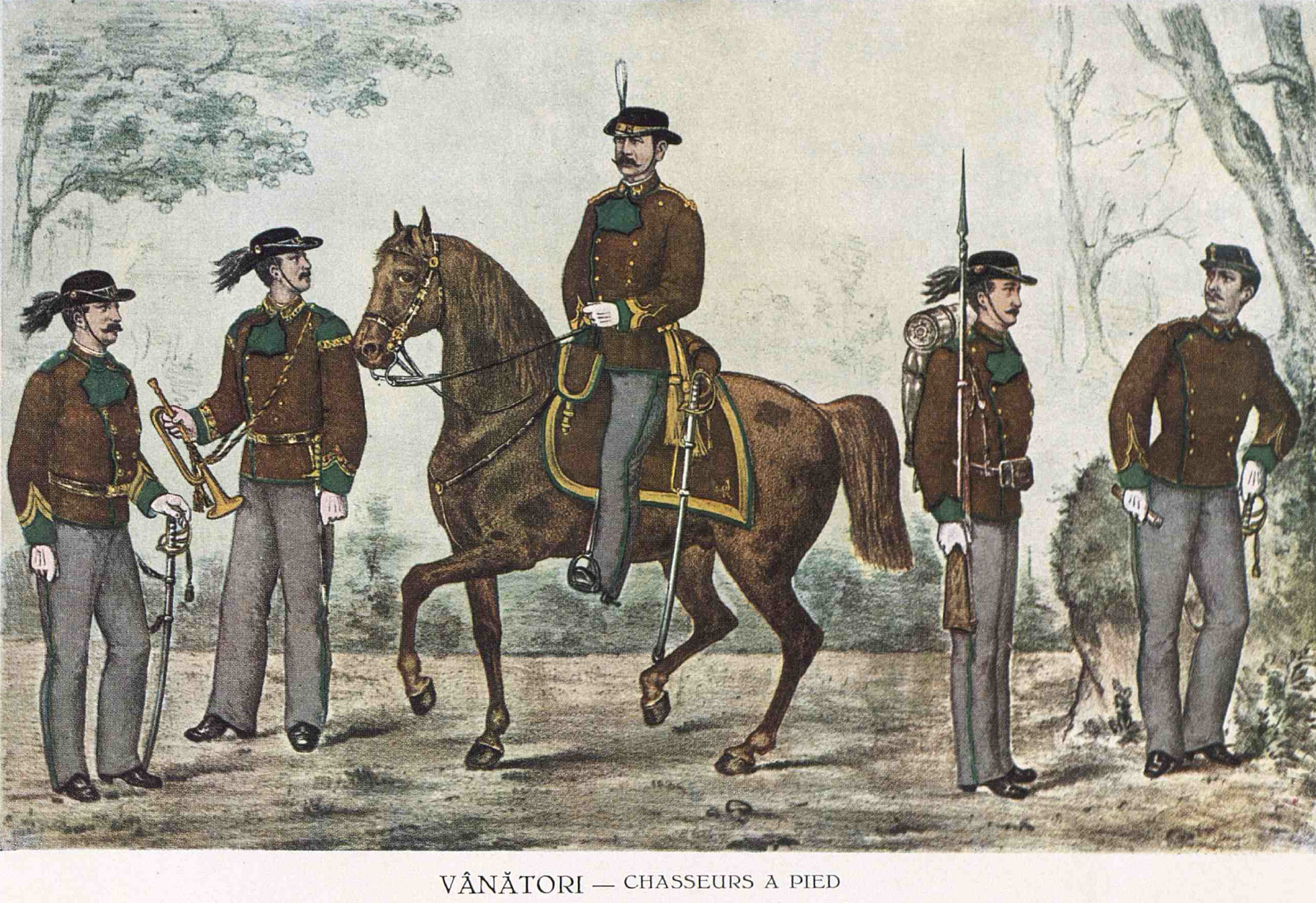
Uniformele Vânătorilor, desen din 1930 reprodus după „Albumul Armatei Române” ,1873

Vânătorii au reprezentat o specialitate militară specifică forțelor terestre din Armata României, în perioada 1860-1920. Trupele de vânători erau unități de infanterie ușoară ale armatei permanente, cu un nivel ridicat de încadrare și pregătire pentru luptă, precum și un grad mare de mobilitate. Pe lângă îndeplinirea misiunilor operative specifice infanteriei, unitățile de vânători aveau și misiuni de protocol, asigurând paza reședințelor regale și princiare de la București, Cotroceni și Peleș, precum și sediul Ministerului de Război.:pp. 115-185

## Istoric
Prima unitate de vânători s-a înființat prin Înaltul Ordin de Zi nr. 64 din 31 august 1860 al domnitorului Alexandru Ioan Cuza, care prevedea transformarea Batalionului de Tiraliori - înființat la 1 iulie 1860 - în Batalionul 1 Vânători.:p. 174 Batalionul avea garnizoana la București și sub comanda maiorului Dimitrie Lecca a avut rolul principal în arestarea și detronarea lui Alexandru Ioan Cuza.:p. 290
La 1 martie 1866 s-au înființat Batalioanele 2 și 3 Vânători, cu o organizare similară Batalionului 1, având fiecare cîte opt companii a 100 de oameni.:p. 174 
După reorganizarea armatei din anul 1888 s-a prevăzut înființarea câte unui batalion de vânători pentru fiecare din diviziile active, astfel că în perioada premergătoare izbucnirii Primului Război Mondial existau zece batalioane de vânători, numerotate de la 1 la 10 cu aceeași cifră ca și divizia de care aparțineau.
La declararea mobilizării, batalioanele de vânători s-au transformat în regimente de vânători, păstrînd aceeași numerotare.

## Uniformă
Uniforma vânătorilor se compunea din pălărie neagră, tunică maro, pantaloni negri, ghete și centură de culoare neagră.:p. 292
În ceea ce privește armamentul, vânătorii au primit puști cu încărcare pe la culată și cartuș metalic, prevăzute cu baionete cu dulie, ca și restul infanteriei. Soldații aveau două cartușiere, una purtată în față și cealaltă în spate. Cea din spate era utilizată numai la campanie. Tot echipamentul de piele era de culoare neagră.